# Mateo Chávez
Mateo Chávez García (Monterrey, Nuevo León, México, 11 de mayo de 2004) es un futbolista mexicano. Juega de lateral izquierdo y su equipo es el AZ Alkmaar de la Eredevisie.Ha sido internacional con la selección de fútbol de México. 

## Trayectoria

### Club Deportivo Guadalajara

#### Liga de Expansión MX
El 29 de septiembre de 2022 debutó profesionalmente durante el partido del Tapatío contra Venados. Entró a la cancha al 59' supliendo a Diego Campillo.

#### Primera División
Da el salto a la máxima categoría del fútbol mexicano, de la mano del entrenador Fernando Gago, debutando como titular en el empate a un gol entre Chivas y Santos Laguna disputado el sábado 13 de enero de 2024, encuentro correspondiente a la primera jornada del Clausura 2024.

### AZ Alkmaar
En 2025, Chávez fichó por el club holandés AZ Alkmaar.

## Vida personal
Es hijo del exfutbolista profesional Paulo César Chávez.

## Palmarés

### Campeonatos internacionales
| Título                     | Club                | Sede                   | Año  |
| -------------------------- | ------------------- | ---------------------- | ---- |
| Copa de Oro de la Concacaf | Selección de México | Estados Unidos- Canadá | 2025 |